# Joannes Bernardus Antonius Batenburg
Joannes Bernardus Antonius Batenburg (Groenlo, 3 juli 1788 - aldaar, 16 augustus 1827) was een Nederlandse burgemeester van de voormalige gemeente Beltrum.

## Leven en werk
Batenburg werd in 1788 in Groenlo geboren als zoon van de latere vrederechter Joannes Henricus Batenburg en Maria Helena Catharina van Basten. Hij was onderofficier van het corps adelborsten te Amsterdam en koopman. In 1811 werd hij benoemd tot maire van de gemeente Beltrum. Na de Franse tijd werd deze functie 'burgemeester' genoemd. Batenburg kwam in 1817 in conflict met het provinciaal bestuur van Gelderland. Hij zou tegen de wil van het provinciaal bestuur opdracht gegeven hebben om een gemeentewapen voor Beltrum te ontwerpen. Toen Batenburg dit wapen ook in gebruik nam was de maat voor het provincie bestuur vol. Batenburg werd op 21 december 1817 ontslagen als burgemeester van Beltrum. Hij werd in 1818 opgevolgd door mr. Krijn Hoogeveen, voormalig baljuw van Loenen. In dat zelfde jaar werd ook Hoogeveen ontslagen en besloot het provinciebestuur de gemeente Beltrum op te heffen. Bij Koninklijk Besluit d.d. 17 februari 1819 werd Beltrum onderdeel van de gemeente Eibergen. Daarna was Batenburg van 1821 tot 1825 gemeenteraadslid van Groenlo.
Batenburg trouwde op 31 december in Beltrum met Maria Anna Gesina Kock. Hij overleed in 1827 op 39-jarige leeftijd in Groenlo.